# Medfield (Massachusetts)
Medfield è un comune degli Stati Uniti d'America facente parte della contea di Norfolk nello stato del Massachusetts.